# Nagy Barna Jenő
Dr. Tolcsvai Nagy Barna Jenő (Nyírmihálydi, Szabolcs vármegye, 1890. július 7.–Debrecen, 1973. március 17.) magyar közszolga, honvédelmi minisztériumi miniszteri osztályfőnök és tanácsos, szakíró, az Iglói Diákszövetség elnöke, a Magyar Érdemrend középkeresztje tulajdonosa.

## Családja és származása
Az régi nemesi származású református tolcsvai Nagy család sarja; a Zemplénmegyei eredetű nemesi család már a 16. század végén birtokos volt Tolcsván és 1626. január 13-án Nagy György és fiai János és Ferenc, valamint Nagy Mihály tolcsvai lakosok címereslevelet szereztek II. Ferdinánd magyar királyól. Apja tolcsvai Nagy Miklós (1857–1934), községi főjegyző, nyírmihálydi földbirtokos, anyja Körtvélyfáy Ida volt. Az apai nagyszülei tolcsvai Nagy Gábor (1826–1914), földbirtokos, és nemes Csorvássy Katalin (1825–1875) voltak. Az anyai nagyszülei Körtvélyfáy Péter (1825–1880) rohodi református lelkész, és Soltész Friderika (1836–1900) voltak. Az apai nagybátyjai: tolcsvai Nagy Gábor (1853–1936), altábornagy, a szegedi, brassói, debreceni csendőrkerületek parancsnoka, a m. kir. csendőrség felügyelője, valamint tolcsvai Nagy Elek (1861–1917), állami kertész-tanító.
Anyja révén nagynénje Körtvélyfáy Gizella (1868–1905) magyar királyi posta és távírda kiadó kisasszony, valamint nagybátyjai Körtvélyfáy Péter (1856–1903), ügyvédi írnok, és Körtvélyfáy József (1859–1927), Maros-Torda vármegyei főjárásbíró. Tolcsvai Nagy Barna leánytestvérei: tolcsvai Nagy Ida (1888–1922), akinek a férje gyöngyösi és perkupai Molnár István (1880–1966), nyírmihálydi református lelkész, tolcsvai Nagy Irén (1883–1908), akinek a férje vörösmarti Vörösmarty Imre (1879–1929), uradalmi gazdatiszt, valamint tolcsvai Nagy Gabriella (1900–1931).

## Élete
Középiskoláit Iglón, Budapesten és a Debreceni Református Kollégiumban végezte. 1909 és 1914 között a Budapesti Magyar Királyi Tudományegyetemen államtudományokat hallgatott. 1913 májusán Szabolcs vármegye főispánja díjtalan közigazgatási gyakornokká nevezte ki. A Hazai Samu honvédelmi miniszter 1913 júniusán miniszteri fogalmazó gyakornokká nevezte ki. 1915-ben kiadta a "A 19-42 éves népfölkelők útmutatója" című könyvét, majd 1916-ban a "Az 1898. évi születésű egyévi önkéntesjelöltek tájékoztatója" könyvét, amely részletesen foglalkozott a 18 évesek összeírásáról és a népfölkelési bemutató szemlékről, az 1898. évi születésű népfölkelők szolgálatáról, valamint mindazon kedvezményekről, amelyek az ez évbeli születésű önkénteseknek járnak. 1918. augusztus 2-án Szurmay Sándor honvédelmi miniszter fizetés nélküli segéd fogalmazóból valóságos miniszteri segédfogalmazóvá nevezte ki.
1930. május 27-én a Horthy Miklós kormányzó a magyar királyi honvédelmi miniszter előterjesztésére miniszteri osztálytanácsosi címet és jelleget adományozott. 1934 júliusán miniszteri osztálytanácsossá nevezte ki a kormányzó, 1937. június 30-án pedig miniszteri tanácsossá. 1940 januárjában Horthy miniszteri osztályfőnöki címet és jelleget adományozta, majd 1942. november 15-én a miniszterelnök előterjesztésére kiválóan értékes munkássága elismeréséül a Magyar Érdemrend középkeresztjét adományozta.

## Művei
- "Egyévi önkéntesjelöltek tájékoztatója" (Franklin-társulat, 1915)
- "A 19-42 éves népfölkelők útmutatója" (Franklin-társulat, 1915)
- "A 43–50 éves népfölkelők útmutatója" (Franklin-társulat, 1915)
- "Az 1898. évi születésű egyévi önkéntesjelöltek tájékoztatója" (Franklin-társulat, 1916)
- "Az 1899 évi születésű egyévi önkéntesjelöltek tájékoztatója." (Franklin-társulat, 1917)

## Házassága és leszármazottjai
1919. március 1-jén Budapesten, feleségül vette a jómódú pesti római katolikus nagypolgári Lenz családból való Lenz Hildegard Zsuzsánna (*Budapest, 1899. október 2.–†1982.), kisasszonyt, akinek a szülei idősebb Lenz Gyula (1848–1910) magyar déligyümölcskereskedő, bérháztulajdonos, és Gömöry Anna Mária Etelka (1874–1946) kereskedőasszony voltak. A módos Lenz család az 1930-as évekre 8 budapesti bérház tulajdonosa volt, illetve több ezer holdat bírt vidéken, és a nagyon sikeres "Lenz Testvérek" című déligyümölcs kereskedő céget is, amelyet özvegy Lenz Gyuláné Gömöry Anna és fia Lenz József (1897–1965), kereskedelmi tanácsos közösen vezetett. Lenz Hilda felesége révén tolcsvai Nagy Barnának a sógora Lenz József (1897–1965) kereskedelmi tanácsos a "Pro Ecclesia et Pontifice" érdemrend tulajdonosa, tartalékos huszár százados, a "Gyümölcsexportőrök és Importőrök Egyesülete" elnöke, a "Déligyümölcs-kereskedők Egyesülete" alelnöke, a "Magyar Gyümölcskiviteli Egyesülés” intéző bizottságának a tagja, bérháztulajdonos, földbirtokos, akinek a felesége a régi pesti nagypolgári tésztagyáros Topits családból való Topits Klára (1901–1993) asszony volt. Tolcsvai Nagy Barnáné Lenz Hildának az unokahúga Lenz Klára (1924–2013) gobelinművész, tiszadobi, valamint újlétai földbirtokos asszony, boldogfai Farkas Endre (1908–1994) vezérkari őrnagynak, földbirtokosnak a felesége; az unokaöccse vitéz Lenz József (1922–1942), tüzér zászlós volt. Tolcsvai Nagy Barna és Lenz Hilda frigyéből született:
- tolcsvai Nagy Gabriella Ida Anna Hilda Magdolna Márta (Budapest, 1920. március 3.).[28] Férje: dr. vitéz Démy-Gerő Mihály Sándor Pál (Budapest, 1912. június 28.–Debrecen, 1967. augusztus 22.), jogász, m. kir. főhadnagy-hadbíró, az állami biztosító főeladója.[29]
- tolcsvai Nagy Tibor (Budapest, 1923. július 29.).